# 최진수 (농구 선수)
최진수(1989년 5월 11일 ~ )는 대한민국의 농구 선수이며 포지션은 포워드이다. 현 소속팀은 KBL의 대구 한국가스공사 페가수스이다. 2011년 KBL 드래프트에서 전체 3순위로 대구 오리온스에 지명되었다. 전 대한민국 농구 국가대표팀 선수이자 전 중앙대학교 농구부 감독인 김유택이 그의 생부이며, 이복동생 김진영은 서울 삼성 썬더스 소속이다.

## 학력
- 매산초등학교 졸업
- 삼일중학교 중퇴
- Windward School 전학
- Montclair High School 전학
- South Kent School 졸업
- University of Maryland 중퇴
- 대구과학대학 재학

## 아마추어 시절
수원 매산초등학교에서 4학년때부터 농구를 시작하여 2001년 KBL 총재배 어린이 농구 큰잔치의 우승을 이끌었다.
이후 수원 삼일중학교에 진학하여 제31회, 32회, 33회 전국소년체육대회 농구 남자중학부 우승, 제27회, 28회, 29회 대한농구협회장기 남자 중등부 우승, 제39회, 40회 춘계 전국남녀 중고농구연맹전 남자 중등부 우승 제41회 춘계 전국남녀 중고농구연맹전 남자 중등부 준우승 등을 이끌면서 한국 농구의 기대주 중 하나로 손꼽혔다.
미국으로 진학하여 센터에서 포워드로 전향했다. 이후 University of Maryland에 입학하며 한국인 최초로 NCAA 디비전 1에 등록된 농구선수가 되었다.

## 고양 오리온 오리온스시절
2011-2012시즌 신인드래프트에서 1라운드 3순위, 전체 3순위로 고양 오리온 오리온스에 입단하였다. 2013-2014시즌 후 상무에 입대하여, 2016년 1월 27일 제대하였다.
이후 모비스, kcc, 오리온의 삼각 트레이드로 인하여 모비스로 트레이드 예정이다

## 클럽
- 2011년 KBL 드래프트 전체 3순위 대구 오리온스 입단
- 2011-2012시즌 고양 오리온스
- 2012-2013시즌 고양 오리온스 정규리그 5위 / 플레이오프 6강 진출
- 2013-2014시즌 고양 오리온스 정규리그 6위 / 플레이오프 6강 진출
- 2014-2015시즌 국군체육부대 농구단 2014~2015 KBL D리그 1차 우승 / 농구대잔치 우승
- 2015-2016시즌 신협 상무 농구단 프로-아마농구 최강전 우승 / 농구대잔치 우승
- 2015-2016시즌 고양 오리온스 정규리그 3위 / 플레이오프 우승
- 2016-2017시즌 고양 오리온스

## 국가대표 경력
- 2004년 FIBA 아시아청소년농구선수권대회 국가대표 준우승
- 2006년 FIBA 아시아청소년농구선수권대회 국가대표
- 2006년 WBC(World Basketball challenge) 국가대표
- 2006년 FIBA 제2회 아시아 스탄코비치컵 남자농구대회 국가대표
- 2007년 U19 세계남자선수권대회 국가대표
- 2009년 31회 윌리엄 존스컵 국가대표
- 2016년 38회 윌리엄 존스컵 국가대표 2위

## 수상 내역
- 2003년 제28회 대한농구협회장기 남자 중등부 최우수상
- 2004년 제41회 춘계 전국남녀 중고농구연맹전 우수상
- 2004년 제29회 대한농구협회장기 남자 중등부 최우수상